# Ximenia parviflora
Ximenia parviflora är en tvåhjärtbladig växtart som beskrevs av George Bentham. Ximenia parviflora ingår i släktet Ximenia och familjen Ximeniaceae. Utöver nominatformen finns också underarten X. p. glauca.